# Via Ardeatina

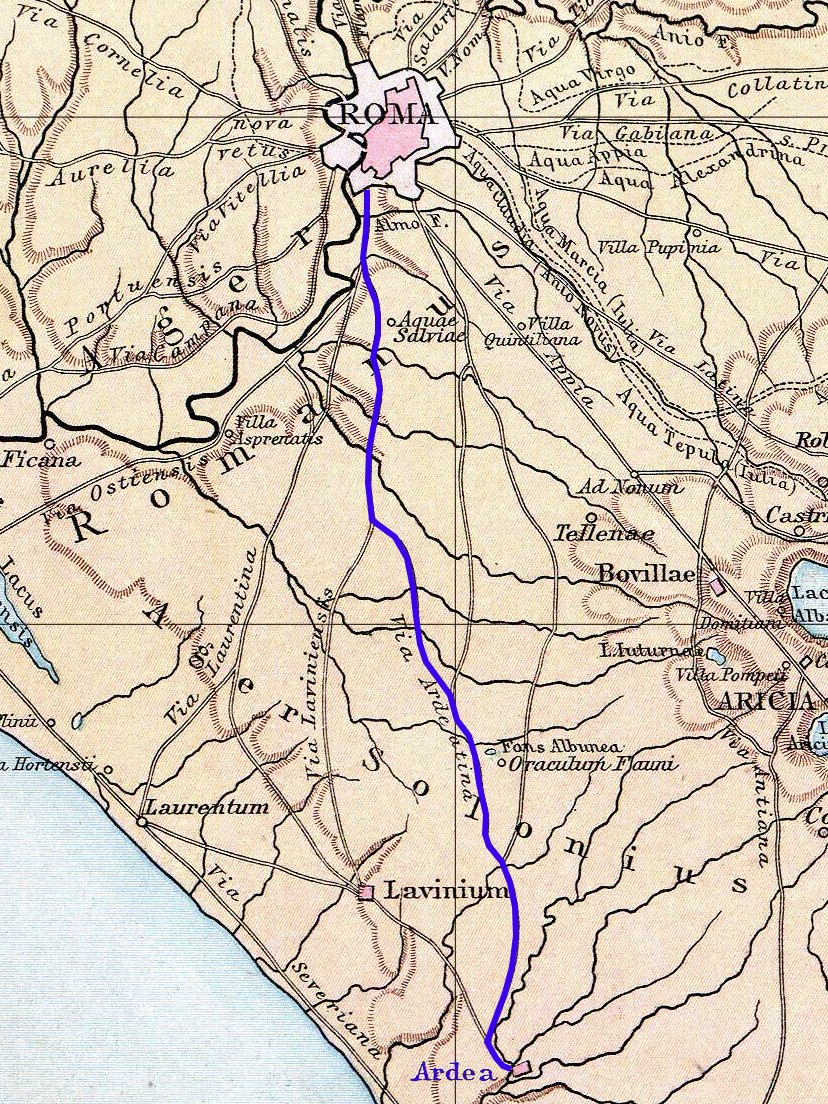
Via Ardeatina

Via Ardeatina era uma antiga estrada romana que levava até a cidade de Ardea, a 39 quilômetros de Roma.